# Compagnie des chemins de fer Bône-Guelma
La Compagnie des chemins de fer Bône-Guelma et prolongements est une société anonyme française créée en 1875 pour construire et gérer des lignes de chemin de fer en Algérie et en Tunisie. Au début des années 1900, l'évolution de la gestion des chemins de fer par l'administration française en Tunisie et en Algérie impose une modification du fonctionnement de la société. En 1923, elle devient la Compagnie fermière des chemins de fer tunisiens.

## Histoire

### Fondation
La Compagnie des chemins de fer Bône-Guelma est créée en 1875. Elle reprend la concession de la ligne Bône - Guelma, initialement attribuée à la Société de construction des Batignolles fondée par Ernest Goüin. 
Le traité de concession pour la construction de la ligne de Bône à Guelma, passé entre le gouvernement français et la Société de construction des Batignolles, est rétrocédé par cette dernière en 1876 à la Compagnie du chemin de fer de Bône-Guelma, société fondée par Ernest Goüin, avec le concours de la Banque de Paris et des Pays-Bas par l'intermédiaire de son administrateur Eugène Goüin.
Jules Goüin, fils d'Ernest, fonde la Société d'exploitation du chemin de fer de Bône à Guelma en 1876, avec pour objet d'entreprendre l'exploitation du chemin de fer de Bône à Guelma, et en même temps de toutes autres lignes de chemin de fer en Algérie et en Tunisie. Elle est une filiale de la Compagnie Bône-Guelma.

### Développement du réseau

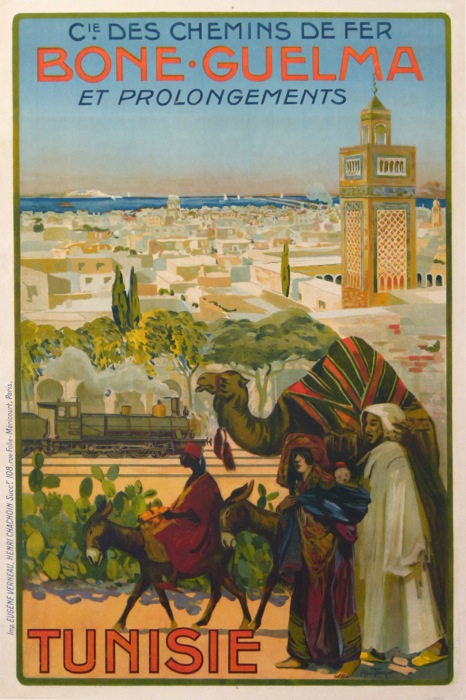
Affiche de la Compagnie de Bône-Guelma (Tunisie).

La compagnie de Bône-Guelma passe aussitôt un traité de construction pour la ligne avec les Batignolles. Elle obtient la concession d'une ligne reliant Tunis au réseau algérien (ligne de Tunis à Ghardimaou) en 1877 et développe son réseau en Algérie et en Tunisie avec respectivement 449 et 1 205 kilomètres dans chacun des deux pays. La ligne de Tunis à Ghardimaou est ainsi construite entre 1878 et 1880, raccordée à Bizerte en 1894, auxquelles s'ajoutent la bretelle Mateur-Béja en 1912 et par l'embranchement Mateur-Tabarka en 1922. La Compagnie de Bône-Guelma obtient de plus la concession d'une voie ferrée de Tunis à Sousse avec les embranchements sur Pont-du-Fahs, le cap Bon, Nabeul, Kairouan et Moknine, complétée par la ligne de Pont du Fahs à Rhilane en 1906, la ligne de Sousse à Henchir Souatir en 1909. Elle est reliée par la ligne Sousse-Sfax avec le réseau de la Compagnie des phosphates et des chemins de fer de Gafsa en 1911.
La ligne a une gare à Taya, à huit kilomètres par la piste de mulets de la mine d'antimoine du Djebel Taya.
La Société de construction des Batignolles lui cède la concession de la mine de Djebba, qu'elle avait obtenu en 1873.

### Situation financière
La situation financière de la compagnie est satisfaisante jusqu'aux années 1890 puis se détériore progressivement, les capitaux n'étant plus rémunérés que par des montants constants résultats de la garantie de l'État, dont la valeur réelle baisse avec l'inflation malgré quelques reprises momentanées.

### Rachats
Le réseau algérien est racheté par l'État le 6 juin 1914 et exploité à partir du 1er avril 1915 par les Chemins de fer algériens de l'État. 
En 1922, le gouvernement tunisien rachète la partie tunisienne du réseau et en confie l'exploitation à la Compagnie fermière des chemins de fer tunisiens par la convention du 22 juin de cette année.
Le 8 juin 1923, une assemblée générale des actionnaires prend acte de la modification des activités de la société en changeant son nom qui devient la Compagnie fermière des chemins de fer tunisiens.

## Lignes

Évolution du réseau des chemins de fer tunisiens entre 1880 et 1941.

### Algérie
La longueur totale du réseau est de 449 kilomètres sur le territoire algérien en 1913 :
- Bône – Duvivier (55 km) ouverte en 1876 ;
- Duvivier – Guelma – Kroubs (168 km) ouverte de 1877 à 1879 ;
- Duvivier – Souk Ahras – Ghardimaou (105 km) ouverte de 1881 à 1884 ;
- Souk Ahras – Tébessa (130 km) ouverte en 1888 (voie métrique).

La compagnie assure aussi l'exploitation de la ligne du tramway de Saint-Paul à Randon (11,4 km).

### Tunisie
Sur le territoire tunisien, la compagnie gère deux réseaux. Le réseau nord est construit à voie normale et le réseau sud utilise la voie métrique. Ils comprennent les lignes suivantes :

#### Voie normale (réseau nord)

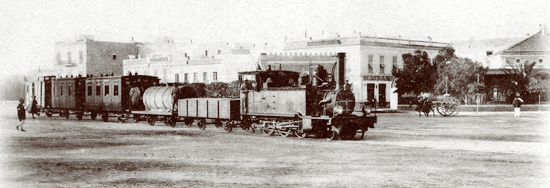
Train à Sousse tracté par une locomotive 130T, série 401 à 415.

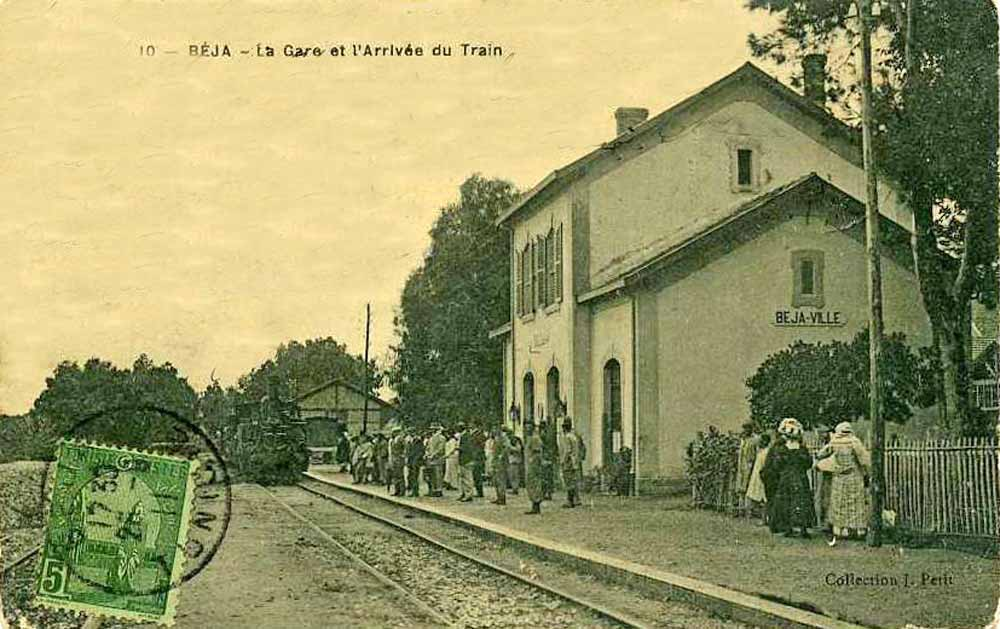
Gare de Béja.

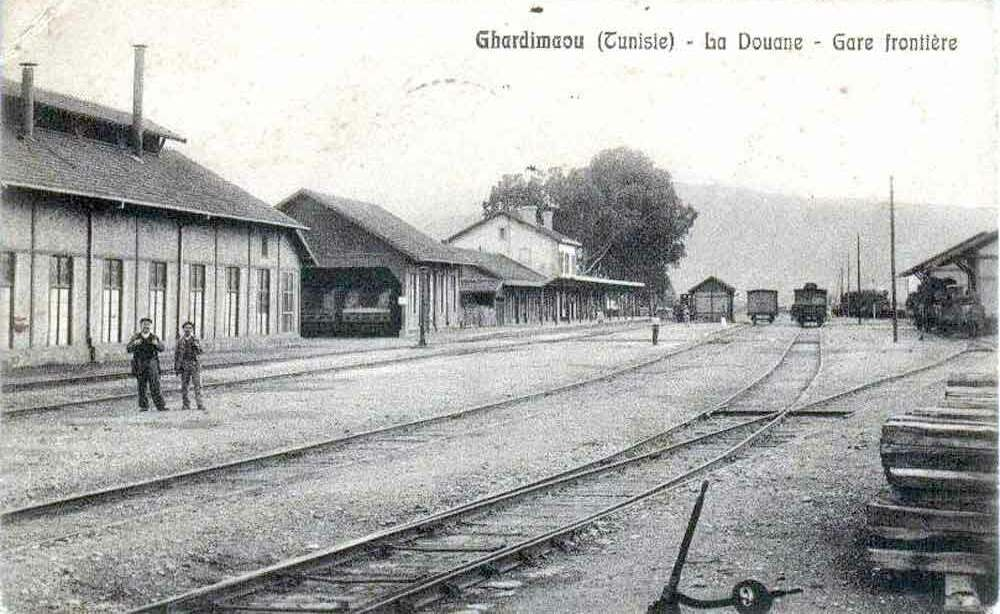
Gare de Ghardimaou.

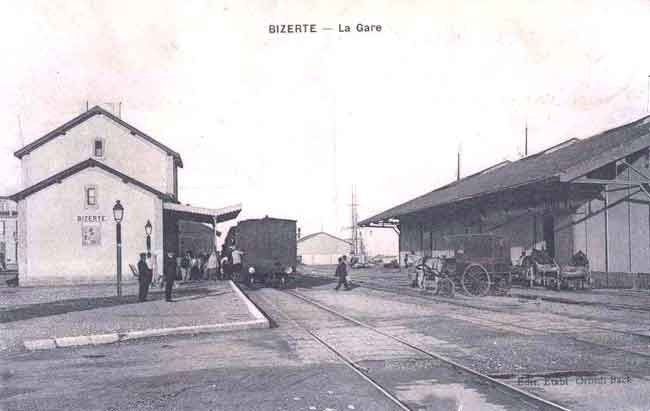
Gare de Bizerte.

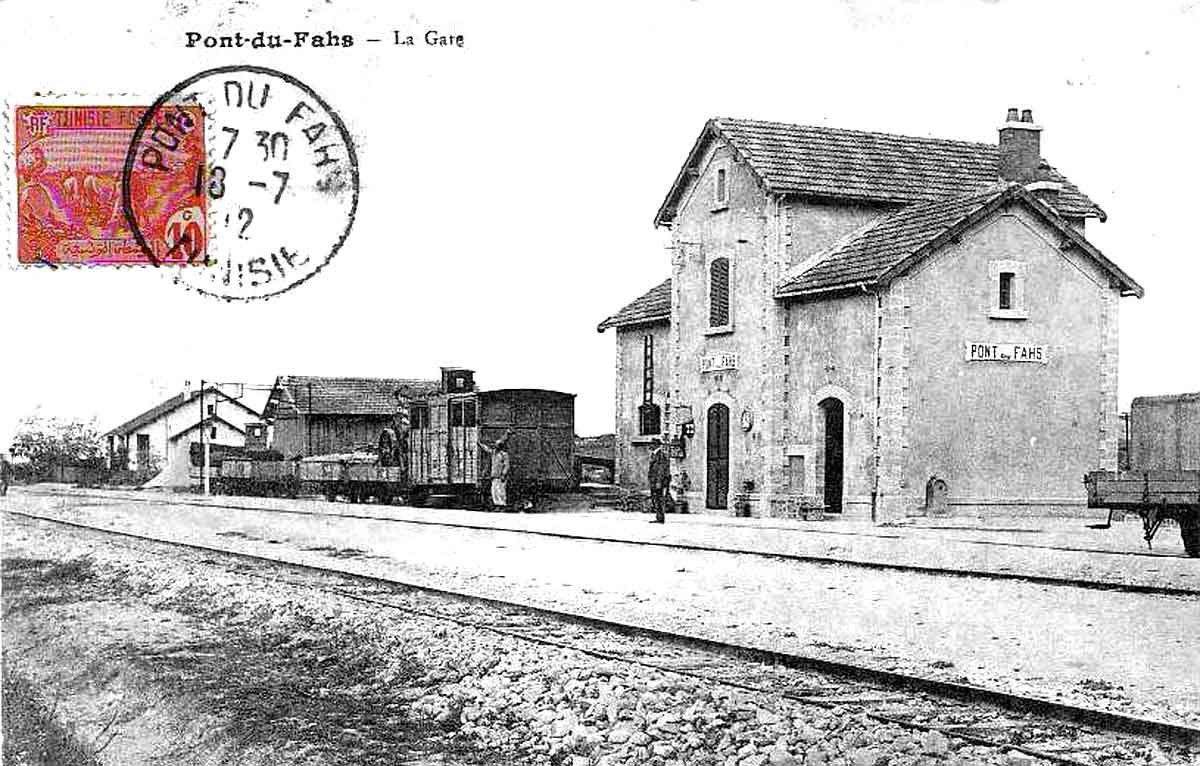
Gare de Pont-du-Fahs.

- Tunis – Djedeida – Tebourba (27,9 km), ouverte en 1878
- Tebourba – Medjez el-Bab (31,9 km), ouverte en 1878
- Medjez el-Bab – Oued Zarga (18,4 km), ouverte en 1878
- Oued Zarga – Béja – Pont-de-Trajan (34 km), ouverte en 1879
- Pont-de-Trajan – Sidi-Ali-Jébini (20,7 km), ouverte en 1879
- Sidi-Ali-Jébini – Jendouba (28 km), ouverte en 1879
- Tunis-Nord – Le Bardo (9 km), ouverte en 1873 et rétrocédée en 1879 par la Tunisian Railway Company
- Jendouba – Ghardimaou (33,8 km), ouverture en 1880
- Tunis-Marine – Hammam Lif (16,9 km), ouverte en 1882 (convertie à l'écartement métrique en 1897)
- Mastouta – Béja (12,7 km), ouverte en 1885
- Djedeida – Mateur – Tinja – Bizerte (72,9 km), embranchement ouvert en 1894
- Tinja – Ferryville (3,8 km), embranchement ouvert en 1894
- Tunis-Jonction (Bab Alioua) – La Goulette-Port (13,9 km), ouverte en 1909 (trois files de rails 1000/1435 mm)
- Mateur – Tamera
  - Mateur – Jefna (26,9 km), ouverte en 1909
  - Jefna – Tamera (36,2 km), ouverture le 1er septembre 1912
- Mateur-Sud – Sidi M'himech – Béja (67,5 km), ouverture le 1er septembre 1912[7]
- Sidi Smaïl – La Merja – Khereddine (14,1 km), ouverte le 1er juin 1914
- Khereddine – Nebeur (29,2 km), ouverture en 1915
- Tamera – Nefza (9,4 km), ouverte le 1er janvier 1917

#### Voie métrique (réseau sud)
- Tunis-Marine – Hammam Lif (16,9 km), ouverte en 1882 (convertie à l'écartement métrique en 1897)
- Hammam Lif – Fondouk Jedid – Grombalia (21,9 km), ouverte en 1895
- Grombalia – Bir Bouregba – Nabeul-Voyageurs (37,6 km), ouverte en 1895
- Fondouk Jedid – Menzel Bouzelfa (13,5 km), embranchement ouvert en 1895
- Bir Bouregba – Enfida (39,9 km), ouverte en 1896
- Enfida – Kalâa Seghira (42,8 km), ouverte en 1896
- Kalâa Seghira – Sousse (6,8 km), ouverte en 1896
- Tunis-Ville – Sminja – Zaghouan (61,3 km), ouverte en 1897
- Sminja – Pont-du-Fahs (14,6 km), ouverte en 1897
- Djebel Jelloud – Hammam Lif (13,3 km), ouverte en 1897 (convertie à l'écartement métrique)
- Sousse – Sousse-Port (1,5 km), ouverte en 1897
- Bir El Kassaâ – Radès (port sud de La Goulette ; 9,4 km), ouverte en 1897
- Bir El Kassaâ – La Laverie (20 km), ouverte en 1899
- Sousse – Ouerdanine – Moknine (40 km), ouverte en 1899
- Pont-du-Fahs – Bou Arada (25,4 km), ouverte en 1902
- Bou Arada – Gaâfour (31,6 km), ouverte en 1904
- Gaâfour – Les Salines (50,3 km), ouverte en 1904
- Les Salines – Le Kef (30,9 km), embranchement ouvert en 1904
- Les Salines – Fej Tameur – Kalaat Senan (81,9 km), ouverte en 1905
- Fej Tameur – Slata (29,1 km), embranchement ouvert en 1908
- Aïn Ghrasésia – Jilma (93,5 km), ouverte en 1908
- Jilma – Sbeïtla (28,6 km), ouverte le 15 juin 1908
- Sbeïtla – Kasserine – Henchir Souatir (124 km), ouverture le 1er décembre 1909
- Ouerdanine – Sfax (116 km), ouverte en 1911
- Menzel Bouzelfa – Henchir Lebna (35,3 km), ouverture en 1918
- Henchir Lebna – Oum Douil (8,5 km), ouverture en 1925
- Henchir Lebna – Menzel Temime (11 km), ouverture en 1927
- Gare de Rhilane (Algérie) – Aïn Kerma (Tunisie ; 11 km), ouverture le 1er mai 1931

#### Gares de jonction
- Gare de Sfax avec le réseau de la Compagnie des phosphates et des chemins de fer de Gafsa
- Gare de Henchir Souatir avec le réseau de la Compagnie des phosphates et des chemins de fer de Gafsa

## Matériel roulant
- Voie normale

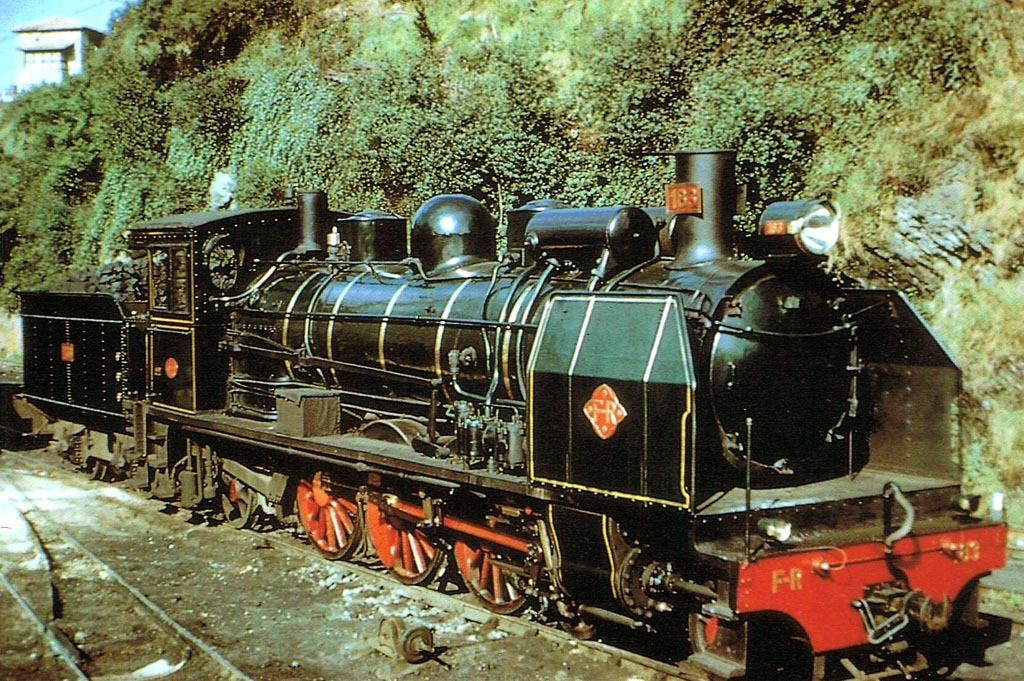
Locomotive n°183, vendue au chemin de fer de La Robla en Espagne.

  - n°1 à 39, type 030t, livrées entre 1876 et 1882 par la Société de construction des Batignolles[8]
  - n°81 à 86, type 130t, livrées en 1899 par Baldwin Locomotive Works[9]
  - n°136 à 155, type 030t, livrées entre 1880 et 1883 par la Société de construction des Batignolles
  - n°181 à 185, type 231, livrées en 1914 par la Société alsacienne de constructions mécaniques (SACM)
  - n°186 à 188, type 231, livrées en 1924 par la SACM
  - n°189 à 192, type 231, livrées en 1930 par la SACM[10]
  - n°221 à 235, type 150, livrées en 1910 par la SACM[11]
  - n°501 à 505, type 230, livrées en 1904 par la Société de construction des Batignolles
  - n°11 et 12, type 130t, livrées en 1904 par la Société de construction des Batignolles
- Voie métrique
  - n°1 à 2, type 030t, livrées en 1888 par la Société de construction des Batignolles
  - n°3 à 9, type 030t, livrées en 1894 par la Société de construction des Batignolles
  - n°201 à 204, type 030t, livrées en 1886 par la Société de construction des Batignolles
  - n°211 et 212, type 030t, livrées en 1886 par la Société de construction des Batignolles
  - n°281 à 284, type 130t, livrées en 1899 par Baldwin Locomotive Works[12]
  - n°401 à 415, type 130t, livrées entre 1897 et 1907 par la Société de construction des Batignolles
  - n°681 à 690, type Mallet 030-030t, Baldwin Locomotive Works, livrées en 1920[13]
  - n°701 à 712, type 230, livrées entre 1905 et 1907 par la Société de construction des Batignolles
  - n°801 à 805, type 231, livrées en 1913 par la SACM[14]

## Liste des présidents
- Charles Géry : 1874-1883
- Théodore Villard : 1883-1886
- Paul Devès : 1886-?
- Hubert Desgrange : 1900-1903
- Édouard de Traz : 1903-1907
- Marcel Trélat : 1907-?

### Filiales
- Société anonyme d'exploitation du chemin de fer de Bône à Guelma
- Société des chemins de fer de la Medjerda
- Société Bône-Guelma-automobile
- Société tunisienne automobiles transports
- Société financière de gestion et de placements (SOFIP)
- Manufacture algérienne de tabacs (MAT)
- Société commerciale Fezzan-Tchad (SCOFET)